# Joaquim Silva (wielrenner)
Joaquim Ricardo Soares Silva (Penafiel, 19 maart 1992) is een Portugees wielrenner die sinds 2022 rijdt voor Efapel Cycling.

## Carrière
In 2014 werd Silva nationaal kampioen op de weg voor beloften en werd hij, achter Ruben Guerreiro, tweede in het eindklassement van de Ronde van Portugal van de Toekomst. In de Ronde van de Toekomst eindigde hij op de achtste plek in het algemeen klassement en in de wegwedstrijd voor beloften op het wereldkampioenschap werd hij zestiende.
In 2015 werd Silva, in dienst van W52-Quinta da Lixa, onder meer achttiende in het eindklassement van de Ronde van Madrid en veertiende in dat van de Ronde van Rio de Janeiro. Na in 2017 onder meer negende in het eindklassement van de Ronde van Asturië en achtste in dat van de Ronde van Castilië en León te zijn geworden, maakte Silva in 2018 de overstap naar Caja Rural-Seguros RGA.

## Overwinningen
2014
 Portugees kampioen op de weg, Beloften

## Ploegen
- 2015 –  W52-Quinta da Lixa
- 2016 –  W52-FC Porto
- 2017 –  W52-FC Porto
- 2018 –  Caja Rural-Seguros RGA
- 2019 –  W52-FC Porto
- 2020 –  Miranda-Mortágua
- 2021 –  Tavfer-Measindot-Mortágua
- 2022 –  Efapel Cycling
- 2023 –  Efapel Cycling
- 2024 –  Efapel Cycling
- 2025 –  Efapel Cycling

Alarcón · Caldeira · A. Carvalho · G. Carvalho · Fernandes · Fernández · Matias · Oliveira · Perez · Ribeiro · Sánchez · Silva · G. Veloso · R. Veloso · Vinhas
Alarcón · Caldeira · Carvalho · Freitas · Mestre · Perez · Reis · Rodrigues · Sánchez · Silva · Veloso · Vinhas
Alarcón · Antunes · Caldeira · Carvalho · Ferreira · Freitas · Mestre · Perez · Rodrigues · Sánchez · Silva · Ucha · Veloso · Vinhas
Amezqueta · Aranburu · Benito · Celano · Cuadros · Ferrari · Irisarri · Lastra · Mas · Molina · Moreira · Oien · Pardilla · Reis · Rodríguez · Schultz · Serrano · Silva · Soto · Yssaad · Zabala
Alarcón · Caldeira · Campos · Carvalho · Ferreira · Fonte · Magalhães · D. Mestre · R. Mestre · Pinto · Reis · Rodrigues · Sánchez · Silva · Veloso · Vinhas